# Tom Belling
Tom Belling, född 24 april 1843 i Philadelphia, död 5 mars 1900 i Berlin, var en cirkusartist och clown. Belling anses vara den som skapade den klassiska clowntypen Auguste, när han var verksam vid Cirkus Renz 1874.